# Darja Alexejewna Makarenko
Darja Alexejewna Makarenko (russisch Дарья Алексеевна Макаренко, wiss. Transliteration Dar'ja Alekseevna Makarenko, * 7. März 1992 in Sibirzewo 2) ist eine ehemalige russische Fußballspielerin. Sie stand zuletzt bei Rjasan WDW unter Vertrag und spielte von 2011 bis 2017 für die russische Nationalmannschaft.

## Karriere

### Vereine
Darja Makarenko spielte ab 2012 für Swesda 2005 Perm. Im Jahr 2017 spielte sie dann für Rjasan WDW. Vor Beginn der Saison 2018 beendete sie verletzungsbedingt ihre Karriere.

### Nationalmannschaft
Makarenko spielte zunächst für die russische U-17-Mannschaft und U-19-Mannschaft. Mit letzterer nahm sie an der U-19-Fußball-Europameisterschaft der Frauen 2011 teil. Im gleichen Jahr kam sie erstmals für die Nationalmannschaft zum Einsatz. Bei der Fußball-Europameisterschaft der Frauen 2013 wurde sie lediglich im letzten Gruppenspiel eingewechselt. Hingegen kam sie bei der Fußball-Europameisterschaft der Frauen 2017 in allen drei Gruppenspielen zum Einsatz. Das letzte Gruppenspiel war gleichzeitig ihr letztes Spiel für die Nationalmannschaft.